# 田村心
田村 心（たむら しん、1995年10月24日 - ）は、日本の俳優。東京都出身。ABP inc.所属。

## 経歴
2016年、サンリオピューロランド『ちっちゃな英雄』Team Sunny・ブックス役にて本格デビュー。
同年、ミュージカル『刀剣乱舞』〜幕末天狼伝〜にスタッフとして参加。2018年、続編となるミュージカル『刀剣乱舞』〜結びの響、始まりの音〜にて陸奥守吉行役として出演を果たす。
2018年9月、『最遊記歌劇伝 -異聞-』峯明役で初の主演を務めた。
2018年12月31日、第69回NHK紅白歌合戦（特別企画）に刀剣男士として出演。
2019年4月、『僕のヒーローアカデミア』The "Ultra" Stageで主演の緑谷出久役を演じる。
2019年7月31日、歌手としてキングレコードよりメジャーデビューした。

## 人物
- 趣味はランニング 10km、特技は殺陣、料理、好きなスポーツはバスケットボール[1]。
- UVERworldのTAKUYA∞の大ファンであり、田村心のほとんどをつくり上げたといってもいいくらい影響を受けていると語った[9]。
- 2歳年上の双子の姉がいて[10]、番組や雑誌インタビューなどで時々話題にあげている。
- 最遊記公演記念イベントにて、仮面ライダー555（ファイズ）が好きで特に敵であるオルフェノクのファンであることを明かした。

## 出演
太字は主演。

### 舞台
2015年 - 2017年
- ミュージカル ちっちゃな英雄（2015年 - 2018年） - アンサンブル、Team Sky / Team Sunny / Team March・ブックス 役
- あんさんぶるスターズ！ オンステージ - アンダー〈代役〉

2018年
- ミュージカル 刀剣乱舞 - 陸奥守吉行 役
  - 結びの響、始まりの音（3月）
  - 真剣乱舞祭2018（11月 - 12月）

- アニドルカラーズ！キュアステージ〜シリウス学園編〜（6月） - Clarity 夏月雫（） 役
- 最遊記 歌劇伝-異聞-（9月） - 主演・峯明 役

2019年
- 僕のヒーローアカデミア The "Ultra" Stage（4月・6月） - 主演・緑谷出久 役
- ハッピーマーケット!!（6月） - 主演・加藤佐 役 （鈴木勝大とW主演）
- ミュージカル 刀剣乱舞 歌合 乱舞狂乱 2019（11月 - 2020年1月） - 陸奥守吉行 役

2020年
- 僕のヒーローアカデミア The “Ultra” Stage 本物の英雄（3月） - 主演・緑谷出久 役
- -4D-imetor（5月）※全公演中止
- 僕のヒーローアカデミア The “Ultra” Stage 本物の英雄 PLUS ULTRA ver.（7月） - 主演・緑谷出久 役※公演延期
- 刀剣乱舞 大演練（8月） - 陸奥守吉行 役 ※公演中止 配信番組に変更

2021年
- ミュージカル 刀剣乱舞 五周年記念 壽 乱舞音曲祭（1月）  - 陸奥守吉行 役
- 僕のヒーローアカデミア The “Ultra” Stage 本物の英雄 PLUS ULTRA ver.（12月） - 主演・緑谷出久 役
- 魔界転生（4月 - 6月） - 田宮坊太郎 役
- -4D-imetor（8月） - 山田一郎 役

2022年
- 中島鉄砲火薬店（1月） - 甘利正太郎 役 
- 僕のヒーローアカデミア The “Ultra” Stage 平和の象徴（4月） - 主演・緑谷出久 役
- ミュージカル 刀剣乱舞 真剣乱舞祭2022（5月18日・19日） - 陸奥守吉行 役 ※大阪公演のみ出演
- ユーラン・ルージュ〜笑いの源泉かけ流し！〜（6月） - 主演・作家 役 新内眞衣とW主演
- ワールドトリガー the Stage 大規模侵攻編（8月） - 烏丸京介 役
- はじまりのカーテンコール〜your Note〜（12月） - つとむ 役

2023年
- 巌流島（2月 - 3月） - 伊都也 役
- 僕のヒーローアカデミア The “Ultra” Stage 最高のヒーロー（4月 - 5月） - 主演・緑谷出久 役 
- ワールドトリガー the Stage B級ランク戦開始編（8月） - 烏丸京介 役（声の出演）
- ミュージカル 刀剣乱舞 ㊇ 乱舞野外祭（）（2023年9月17日 - 24日） - 陸奥守吉行 役 
- 西遊記（11月 - 2024年1月） - 鎮元子 役

2024年
- 舞台 PSYCHO-PASS サイコパス Virtue and Vice 3 - 鹿取尊 役
- 怪物の息子たち（5月 - 6月）

2025年
- ミュージカル 刀剣乱舞〜坂龍飛騰〜（3月 - 5月） - 主演・陸奥守吉行 役
- ミュージカル 刀剣乱舞 目出度歌誉花舞 十周年祝賀祭（7月） - 陸奥守吉行 役

### 映画
- 岡野教授の高校協奏譚（2023年） - 榎木堀 役[46]

### テレビドラマ
- モンスターライフ（2019年、仙台放送） - シン役[47]
- 小山内三兄弟シリーズ（日本テレビ） - 江連 役
  - 寝ないの？小山内三兄弟（2019年）[48]
  - ただいま！小山内三兄弟（2020年）[49]
- パパ、はじめました（2019年、BS日テレ） - 樫本ミチオ 役[50]
- ナイルパーチの女子会（2021年、BSテレ東） - 橋本弘毅 役[51]
- 絶対BLになる世界VS絶対BLになりたくない男（2021年、CSテレビ朝日） - 柳 役[52][53]
- フレンドシップ（2021年、BS日テレ） - 遥灯豊 役[54]
- 聖徳太子のレストラン（2022年、CBCテレビ） - 三上大翔 役[55]
- ノンレムの窓 2023 夏 第2話「推してもいいデスか?」（2023年、日本テレビ） - 是枝 役[56]
- Sugar Sugar Honey（2024年、TOKYO MX） - 倉持光 役[57]

### 配信ドラマ
- 動画配信アプリ【WATCHY】オリジナルドラマシリーズ『レンアイヒャッケイ』内「グッバイハロー」（2019年） - フクノ 役
- ニコニコネット超会議2020夏 オンライン朗読劇 たもつん（2020年8月15日配信、ニコニコ生放送） - しゅうまい 役[58]
- Dream Stage -読奏劇- 杜子春（2022年2月15日）[59]

### ネット配信
- 月刊 田村心（2019年5月8日 - 、ニコニコチャンネル）[60]
- 刀剣乱舞 大演練 〜控えの間〜（2020年8月11日、DMM.com）[23]
- 田村心研究室（2020年12月2日 - 2021年6月8日、ニコニコチャンネル）[61]
- ジャンプフェスタ 2021 ONLINE 僕のヒーローアカデミア The “Ultra” Stage トークステージ（2020年12月19日、ネルケプランニングチャンネル） [62]
- オレたちの時代（2022年9月12日、YouTube）[35]

### テレビ番組
- 田村心・阿部快征 おでかけ! in 横須賀（2020年、ホームドラマチャンネル）[63]
- カメラ男子 プチ旅行記 大分編（2021年、テレビ神奈川 他）[64]

### ラジオ
- ミュージカル刀剣乱舞ラジオ（2018年 - 2019年、ニッポン放送） - 回替わりパーソナリティ[注 3]

### MV
- 藤田ニコル「Bye Bye」〈ソニー・ミュージックレーベルズ〉（2016年）

### ゲーム
- 田村心のパラレルワールド（2019年） - 本人役[65]

### CM
- 有限会社じぃんず工房大方「isa」（2020年）[66]

### その他
- グローブライド「Prince」テニスブランド カタログ（2016年）

### イベント
- ACTORS☆LEAGUE
  - in Basketball 2022（2022年10月11日） [67]
  - in Baseball 2023（2023年7月3日） - エレガンス賞 受賞[68]
  - in Basketball 2023（2023年10月11日） - MVP 受賞 [69]

## ディスコグラフィ

### シングル
|     | 発売日        | タイトル       | 規格品番 | オリコン最高位 | 備考 |
| --- | ------------- | -------------- | -------- | -------------- | ---- |
| 1st | 2019年7月31日 | 君がいて欲しい |          | 20位           |      |

### 映像作品
| 発売日         | タイトル                     | 規格品番  |
| -------------- | ---------------------------- | --------- |
| 2019年1月18日  | 田村心 in ベトナム Vol.1     | ENFD-3007 |
| 2019年5月17日  | 田村心 in ベトナム Vol.2     | ENFD-3011 |
| 2019年12月27日 | 田村心 in ニューヨーク Vol.1 | ENFD-3021 |
| 2020年8月7日   | 田村心 in ニューヨーク Vol.2 | ENFD-3029 |

## 書籍

### 写真集
- SHIN（2019年11月8日、イーネット・フロンティア）ISBN 978-4-86205-929-1
- Stage Actor Alternative #6（2020年9月）[71]

### 関連書籍
- ミュージカル刀剣乱舞 真剣乱舞祭2018 彩時記 ライブCD付写真集（2019年5月29日発売、ネルケプランニング）ISBN 978-4-9900889-9-6